# 1959 en Nouvelle-Écosse
Chronologie de la Nouvelle-Écosse
- 1955
- 1956
- 1957
- 1958
- 1959
- 1960
- 1961
- 1962
- 1963

Cette page concerne des événements d'actualité qui se sont produits durant l'année 1959 dans la province canadienne de la Nouvelle-Écosse.

## Politique
- Premier ministre : Robert Stanfield
- Chef de l'Opposition :
- Lieutenant-gouverneur : Edward Chester Plow
- Législature :

## Naissances
- 14 avril : Marilyn Brain est une rameuse canadienne née à Halifax.

- 28 avril : Richard William Smith, né à Halifax est l'archevêque d'Edmonton depuis le 22 mars 2007.